# Arian Nachbar
Arian Nachbar (* 6. Januar 1977 in Rostock) ist ein ehemaliger deutscher Shorttracker.
Der gelernte Kfz-Mechaniker und derzeitige Sportsoldat der Sportfördergruppe der Bundeswehr gehört dem ESV Turbine Rostock an, wo er von Karin Schmidt trainiert wird.
Von 1984 bis 1992 betrieb er klassischen Eisschnelllauf und seit 1990 Shorttrack.

## Leben
Im Alter von 7 Jahren begann der Rostocker seine Karriere als Leistungssportler.
Seine ersten Wege auf dem Eis führten ihn zum Speed Skating. Im Alter von 14 Jahren bekam er das Angebot, entweder auf eine spezielle Schule für Eisschnelllauf in Berlin zu gehen oder in seiner Heimatstadt die für ihn neue Sportart Shorttrack parallel zu seinem Eisschnelllauf-Training zu probieren.
Er entschied sich für den Shorttrack, den er seit 1992 ausschließlich betreibt.
Nachbar nahm an Europameisterschaften und Weltmeisterschaften sowie der Olympiade 1998 in Nagano teil, wo er nur mittelmäßig abschnitt.
Auch in Salt Lake City 2002 und in Turin 2006 stand er auf dem Eis und verbesserte seine Plätze mit jeder Teilnahme.
Nachbar arbeitet heute als Landestrainer für den Nachwuchs in Rostock.

## Erfolge
- Winter 1998/1999, Europameisterschaft:

2. Platz 500 m, Oberstdorf (Deutschland)
6. Platz Gesamtwertung
- - Olympische Winterspiele:

23. Platz 500 m, Nagano (Japan)
19. Platz 1000 m, Nagano
- Winter 2000/2001

3. Platz 1000 m, Den Haag (Niederlande)
- Winter 2001/2002, Europameisterschaft

3. Platz Staffel 5000 Meter, Grenoble (Frankreich)
- - Olympische Winterspiele:

15. Platz 500 m, Salt Lake City (USA)
24. Platz 1000 m, Salt Lake City
- Winter 2003/2004, Europameisterschaft:

3. Platz Staffel 5000 Meter, Zoetermeer (Niederlande)
- Winter 2004/2005,
  - Europameisterschaft:

1. Platz 1500 m, Turin (Italien)
2. Platz 500 m, Turin
3. Platz 1000 m, Turin
1. Platz Staffel 5000 m, Turin
- - Shorttrack-Weltcup – Gesamtwertung:

8. Platz 1000 m
8. Platz 500 m
- - Deutsche Meisterschaft:

1. Platz über 500 m, 1000 m, 1500 m
3. Platz 3000 m
1. Platz Gesamtwertung
- Winter 2005/2006
  - Olympische Winterspiele:

13. Platz 500 m, Turin (Italien)
14. Platz 1000 m, Turin
7. Platz Staffel 5000 m, Turin

## Rekorde
| 500 m:  | 41,800 s (NR)    |
| 1000 m: | 1:27,06 min (NR) |
| 1500 m: | 2:19,77 min (NR) |